# Ankylopteryx tesselata
Ankylopteryx tesselata là một loài côn trùng trong họ Chrysopidae thuộc bộ Neuroptera. Loài này được Needham miêu tả năm 1909.